# Василевська Олена Володимирівна
Василе́вська Олена Володимирівна (нар. 16 січня 1956, Київ) — українська художниця, член НСХУ з 1990 року.
Дружина художника Володимира Колесника, мати художниці Марини Колесник.

## Біографічні дані
Народилася 16 січня 1956 року у місті Києві. Живе у Києві.
1982 року закінчила Київський художній інститут, де навчалася зокрема у майстерні В. В. Шаталіна.

## Творчість
Працює у галузях станкового живопису і книжкової графіки. Основні твори, за ЕСУ:
- «1919 рік. Фото на згадку» (1986);
- «Вечір. Оголена» (1998);
- серія «Петербург. Мойка» (1998);
- «Канал Грибоєдова» (1998);
- «Натюрморт зі скрипкою» (1999);
- «Грузинський натюрморт» (1999);
- «Білий натюрморт» (1999);
- «Дівчинка з кульбабкою» (2001);
- «Ранок» (2001);
- «Чайка» (2002);
- «Осіннє сонце» (2002);
- «Оголена біля моря» (2003).

Брала участь в оформленні підручників:
- «Буквар» і «Читанка» Катерини Прищепи;
- «Читанка» Віри Науменко;
- «Англійська мова. 3 клас» Людмили Биркун (усі — Київ, 2004).

Бере участь у всеукраїнських та міжнародних мистецьких виставках з 1985 року.